# Nuthin’ Fancy
Nuthin’ Fancy – trzeci album studyjny amerykańskiego zespołu southern rockowego Lynyrd Skynyrd, wydany 24 marca 1975 roku
.

## Lista utworów

### Strona pierwsza
| 1. | „Saturday Night Special” (E. King, R. Van Zant)          | 5:08  |
|    |                                                          |       |
| 2. | „Cheatin' Woman” (R. Van Zant, G. Rossington, A. Kooper) | 4:38  |
|    |                                                          |       |
| 3. | „Railroad Song” (E. King, R. Van Zant)                   | 4:14  |
|    |                                                          |       |
| 4. | „I’m a Country Boy” (A. Collins, R. Van Zant)            | 4:24  |
|    |                                                          |       |
|    |                                                          | 18:24 |
|    |                                                          |       |

### Strona druga
| 1. | „On the Hunt” (A. Collins, R. Van Zant)                   | 5:25  |
|    |                                                           |       |
| 2. | „Am I Losin'” (G. Rossington, R. Van Zant)                | 4:32  |
|    |                                                           |       |
| 3. | „Made in the Shade” (R. Van Zant)                         | 4:40  |
|    |                                                           |       |
| 4. | „Whiskey Rock-a-Roller” (E. King, R. Van Zant, B. Powell) | 4:33  |
|    |                                                           |       |
|    |                                                           | 19:10 |
|    |                                                           |       |

### Bonusowe utwory CD z 1999
| 1. | „Railroad Song” (Live) (E. King, R. Van Zant)  | 5.27  |
|    |                                                |       |
| 2. | „On the Hunt” (Live) (A. Collins, R. Van Zant) | 6.10  |
|    |                                                |       |
|    |                                                | 11:37 |
|    |                                                |       |

## Twórcy albumu
- Ronnie Van Zant – wokal
- Allen Collins – gitara Gibson Firebird
- Ed King – gitary Fender Stratocaster i Gibson SG
- Gary Rossington – gitara Gibson Les Paul
- Billy Powell – klawisze
- Leon Wilkeson – gitara basowa
- Artimus Pyle – instrumenty perkusyjne

Dodatkowo:
- Barry Harwood – dobro, mandolina
- Jimmy Hall – harmonijka
- David Foster – pianino
- Bobbye Hall – perkusja